# Lights of New York (film 1916)
Lights of New York è un film muto del 1916 diretto da Van Dyke Brooke.

## Trama
Hawk Chovinsky, un ladruncolo rimasto al verde, per rimettere a posto le sue finanze vuole accalappiare una moglie ricca. Così, si prende come insegnante un maestro di ballo che gli dovrà insegnare il galateo e le buone maniere. Impadronitosi degli elementi base dell'etichetta, Hawk posa a gentiluomo europeo e si mette a corteggiare la bella Yolande. Questa si rende conto di chi sia in verità il suo pretendente, ma, nonostante tutto, se ne innamora.

## Produzione
Il film fu prodotto dalla Vitagraph Company of America.

## Distribuzione
Distribuito dalla V-L-S-E, il film uscì nelle sale cinematografiche statunitensi il 29 maggio 1916.